# Grinăuți
Grinăuți è un comune della Moldavia situato nel distretto di Rîșcani di 1.204 abitanti al censimento del 2004

## Località
Il comune è formato dall'insieme delle seguenti località (popolazione 2004):
- Grinăuți (1.164 abitanti)
- Ciobanovca (40 abitanti)